# فريدريك فون هان
فريدريك فون هان (بالألمانية: Friedrich von Hahn)‏ هو عالم فلك وفيلسوف ألماني، ولد في 27 يوليو 1742 في Giekau ‏ في ألمانيا، وتوفي في 9 أكتوبر 1805 في Remplin ‏ في ألمانيا.